# Nova União (Minas Gerais)
Nova União is een gemeente in de Braziliaanse deelstaat Minas Gerais. De gemeente telt 5.653 inwoners (schatting 2009).

## Aangrenzende gemeenten
De gemeente grenst aan Bom Jesus do Amparo, Caeté, Itabira, Jaboticatubas en Taquaraçu de Minas.